# Talking Book
Talking Book er det femtende studiealbum af den amerikanske musiker Stevie Wonder. Albummet blev udgivet den 27. oktober 1972 igennem pladeselskabet Motown.
Albummet, sammen med Music of My Mind som blev udgivet tidligere samme år, anses som begyndelsen på Wonders 'klassiske periode', hvor han havde stor succes med fem album i streg. Rolling Stone rangerede albummet som nummer 59 på deres liste over de 500 bedste album nogensinde fra 2020.

## Spor
Alle sange skrevet og komponeret af Stevie Wonder med mindre andet er noteret. 
| Side 1 | Side 1                                 | Side 1                 | Side 1 | Side 1 | Side 1 | Side 1 | Side 1 | Side 1 | Side 1 |
| #      | Titel                                  | Tekst                  | Længde |        |        |        |        |        |        |
| ------ | -------------------------------------- | ---------------------- | ------ | ------ | ------ | ------ | ------ | ------ | ------ |
| 1.     | "You Are the Sunshine of My Life"      |                        | 2:58   |        |        |        |        |        |        |
| 2.     | "Maybe Your Baby"                      |                        | 6:45   |        |        |        |        |        |        |
| 3.     | "You and I (We Can Conquer the World)" |                        | 4:39   |        |        |        |        |        |        |
| 4.     | "Tuesday Heartbreak"                   |                        | 3:09   |        |        |        |        |        |        |
| 5.     | "You've Got It Bad Girl"               | Wonder • Yvonne Wright | 4:55   |        |        |        |        |        |        |
| 22:13  |                                        |                        |        |        |        |        |        |        |        |

| Side 2 | Side 2                                               | Side 2                  | Side 2 | Side 2 | Side 2 | Side 2 | Side 2 | Side 2 | Side 2 |
| #      | Titel                                                | Tekst                   | Længde |        |        |        |        |        |        |
| ------ | ---------------------------------------------------- | ----------------------- | ------ | ------ | ------ | ------ | ------ | ------ | ------ |
| 1.     | "Superstition"                                       |                         | 4:26   |        |        |        |        |        |        |
| 2.     | "Big Brother"                                        |                         | 3:35   |        |        |        |        |        |        |
| 3.     | "Blame It on the Sun"                                | Wonder • Syreeta Wright | 3:28   |        |        |        |        |        |        |
| 4.     | "Lookin' for Another Pure Love"                      | Wonder • Syreeta Wright | 4:45   |        |        |        |        |        |        |
| 5.     | "I Believe (When I Fall in Love It Will Be Forever)" | Wonder • Yvonne Wright  | 4:48   |        |        |        |        |        |        |
| 21:16  |                                                      |                         |        |        |        |        |        |        |        |